# Pepouza

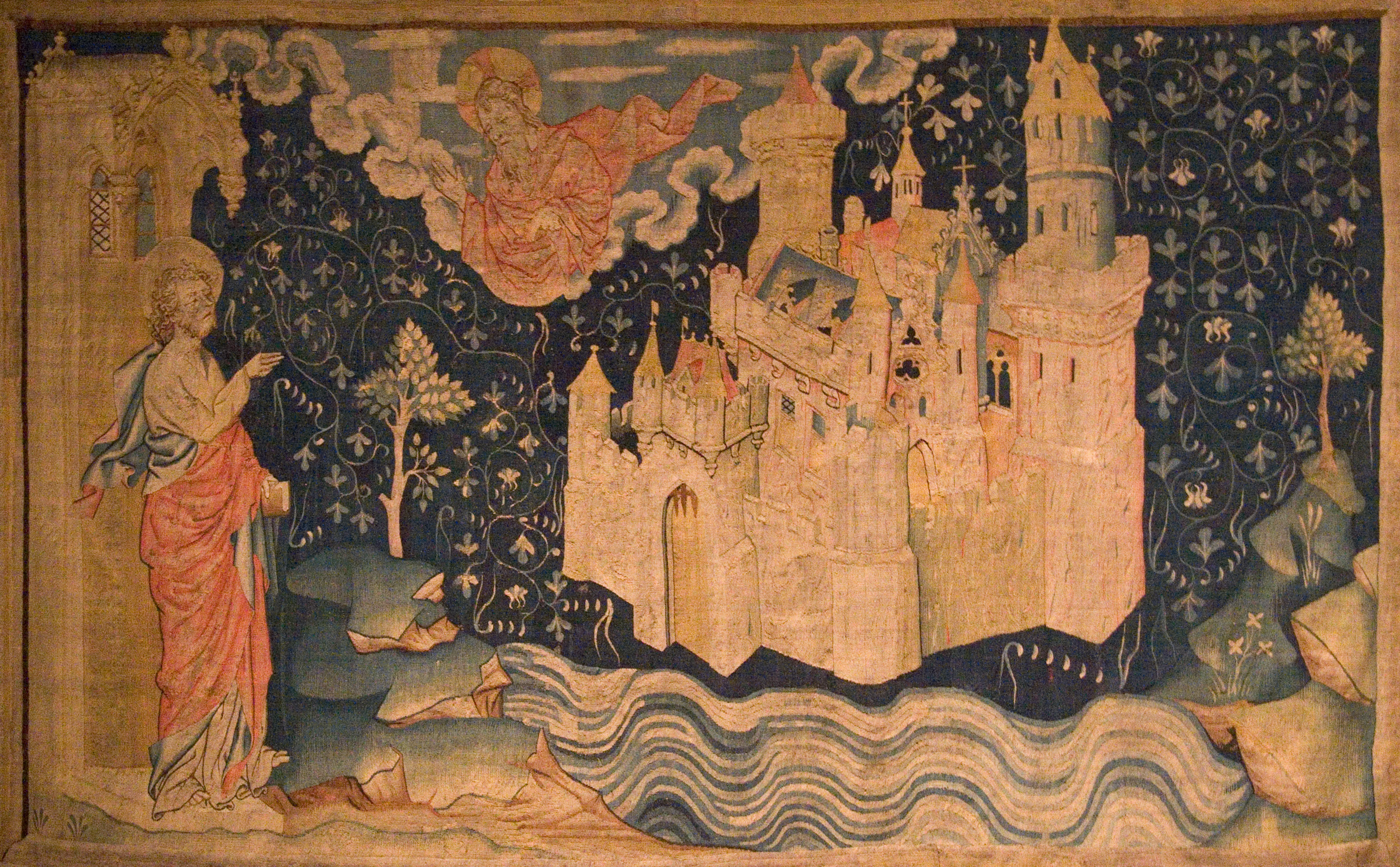
Das Neue Jerusalem auf einer Tapisserie aus dem 14. Jahrhundert

Pepouza (altgriechisch Πέπουζα, auch Pepuza) war eine Stadt in Phrygien (Kleinasien), südlich des heutigen Uşak im Westen der Türkei, die im 2. Jahrhundert von der christlichen prophetischen Bewegung der Montanisten zum „Neuen Jerusalem“ erklärt wurde. In Pepouza sollte nach den Erwartungen der Montanisten, gemäß einer Vision aus dem neutestamentlichen Buch der Offenbarung des Johannes, Kapitel 21 und 22 am Ende der Apokalypse eine neue Stadt, ein neues Jerusalem auf der Erde entstehen.

## Lage
Die Ruinen der Stadt Pepouza befinden sich auf dem Gebiet des Dorfes Karayakuplu, 16 km von Karahallı, Provinz Uşak entfernt; im Tal des Flusses Banaz, westlich der Cilandras-Brücke.

## Geschichte
In Pepouza gründete in der Mitte des 2. Jahrhunderts n. Chr. Montanus die montanistische Bewegung. Er erhob den Anspruch, der eschatologische Paraklet zu sein. Epiphanius, Bischof von Salamis, berichtete in seinem Panárion, dass Pepouza nach dem Tod der Gründerpropheten Montanus, Priscilla und Maximilla zur Wallfahrtsstätte für Montanisten wurde, die „dort in die geheimen Riten eingeführt“ wurden. In Pepouza gab es Herbergen für Pilger, Kirchen und ein Kloster, es war der Hauptsitz einer im ganzen römischen Reich verbreiteten Bewegung. Um 550 wurde Pepouza auf Befehl des römischen Kaisers Justinian I. zerstört.

## Forschungsgeschichte
Seit dem 19. Jahrhundert bemühten sich die Gelehrten um die Identifizierung Pepouzas. Zwischen 1883 und 1931 versuchte der britische Epigraphiker William Ramsay die Spuren der Stadt der Montanisten zu finden.
Im Juli 2000 entdeckte ein internationales Forscherteam unter Beteiligung des amerikanischen Montanismusexperten William Tabbernee aus Tulsa und des Frühchristentumshistorikers Peter Lampe von der Ruprecht-Karls-Universität Heidelberg in der Gemarkung des türkischen Dorfes Karayakuplu eine bislang unbekannte römische Stadtsiedlung, die aufgrund von vielfältigen Indizien die bisher in der Forschungsgeschichte aussichtsreichste Kandidatin für eine Identifikation mit Pepouza ist. Die Indizien sind z. B. Quellen wie dem mit geographischen Hinweisen angereicherten Reiseitinerar Synekdemos des Hierokles oder Konzilsakten, die ein byzantinisches Kloster in Pepouza belegen, zu entnehmen. Zu der neu entdeckten Stadtsiedlung gehört ein Felsenkloster, das seinesgleichen im Umkreis von 100 km sucht.
Siedlungsarchäologische Surveys unter der Leitung Lampes erbrachten seit 2001 Belege für eine kontinuierliche intensive Besiedlung seit hellenistischer Zeit. Keramikscherben, Münzen, Architekturfragmente, eine Nekropole sowie Reste der damaligen Infrastruktur, zweier römischer Straßen und einer Brücke, sowie zwei Marmorbrüche wurden als Belege für die Existenz einer Stadt mit ehemals mehreren tausend Einwohnern gefunden.
Zudem fand sich unweit eines bei Karayakuplu gelegenen Dorfes (Şükranje) eine Inschrift, auf der der römische Kaiser Septimius Severus den Bewohnern der Ortschaft Tymion, die sich als Bauern über unrechtmäßige Abgaben und Bedrückungen durch durchreisende Magistrate und kaiserliche Sklaven beklagten, mitteilte, dass er sie durch seinen Prokurator unterstützen werde. Tymion war neben dem Zentralort Pepouza einer der Hauptorte des Montanismus und lag den antiken Quellen zufolge in der Nähe von Pepouza. Die Stele mit dem günstigen kaiserlichen Reskript wurde im frühen 3. Jahrhundert in Ortsnähe an der Straße aufgestellt, um künftige Bedrücker abzuschrecken. Für eine nachträgliche Verschleppung der Inschrift an den Fundort liegen keine Anhaltspunkte vor. Auf diese Weise ließ sich das Dorfgebiet von Şükranje, das deutliche Spuren einer römischen Besiedlung zeigt, als Siedlungsfläche des antiken Tymion wahrscheinlich machen. Şükranje liegt nur etwa 10 km entfernt von dem als Pepouza ausgemachten Stadtgebiet bei Karayakuplu.
Neben anderen Historikern (z. B. Alexander Weiß, Tommaso Gnoli, Sylvain Destephen, Adolf Martin Ritter, Cecil M. Robeck, Timothey D. Barnes, Mario Mazza) bekräftigte zuletzt der Althistoriker und Epigraphiker Stephen Mitchell, dass Lampe und Tabbernee “für sich beanspruchen können, die montanistischen Zentren Pepuza und Tymion lokalisiert zu haben”, nach denen seit dem 19. Jh. vergeblich gesucht worden war.